# Zuidelijke School
De Zuidelijke School (Chinees: 南宗画, pinyin: nanzhonghua) is een verzamelnaam voor onafhankelijke Chinese kunstschilders die zich niet hielden aan de in hun tijd geldende conventies aan het hof. Daar deze schilders vaak tot de literati-klasse behoorden, spreekt men ook wel van literati-schilderkunst (文人画, wenrenhua).
De term 'Zuidelijke School' werd geïntroduceerd door de schilder en kalligraaf Dong Qichang (1555-1636). Hij gebruikte het om een onderscheid te maken tussen de literati-schilderkunst en de perfectionistische kunst van de hofschilders, welke hij de Noordelijke School noemde. De scholen vertegenwoordigen geen geografische plaatsen, maar de namen zijn ontleend uit het Chán-boeddhisme. Het onderscheid tussen de Noordelijke en Zuidelijke School wordt toegepast op schilders en kunstwerken van de Tang-periode tot ver in de Qing-periode.

## Stijl
Schilders van de Zuidelijke School werkten meestal in zwarte gewassen inkt en hadden een expressieve en innovatieve benadering. Hierdoor is de Zuidelijke School een gevarieerde stroming. De hofschilders van de Noordelijke School vervaardigden vooral naturalistische werken op een traditionele wijze. Zij gebruikten vooral kleurrijke technieken, zoals mogu en gongbi.

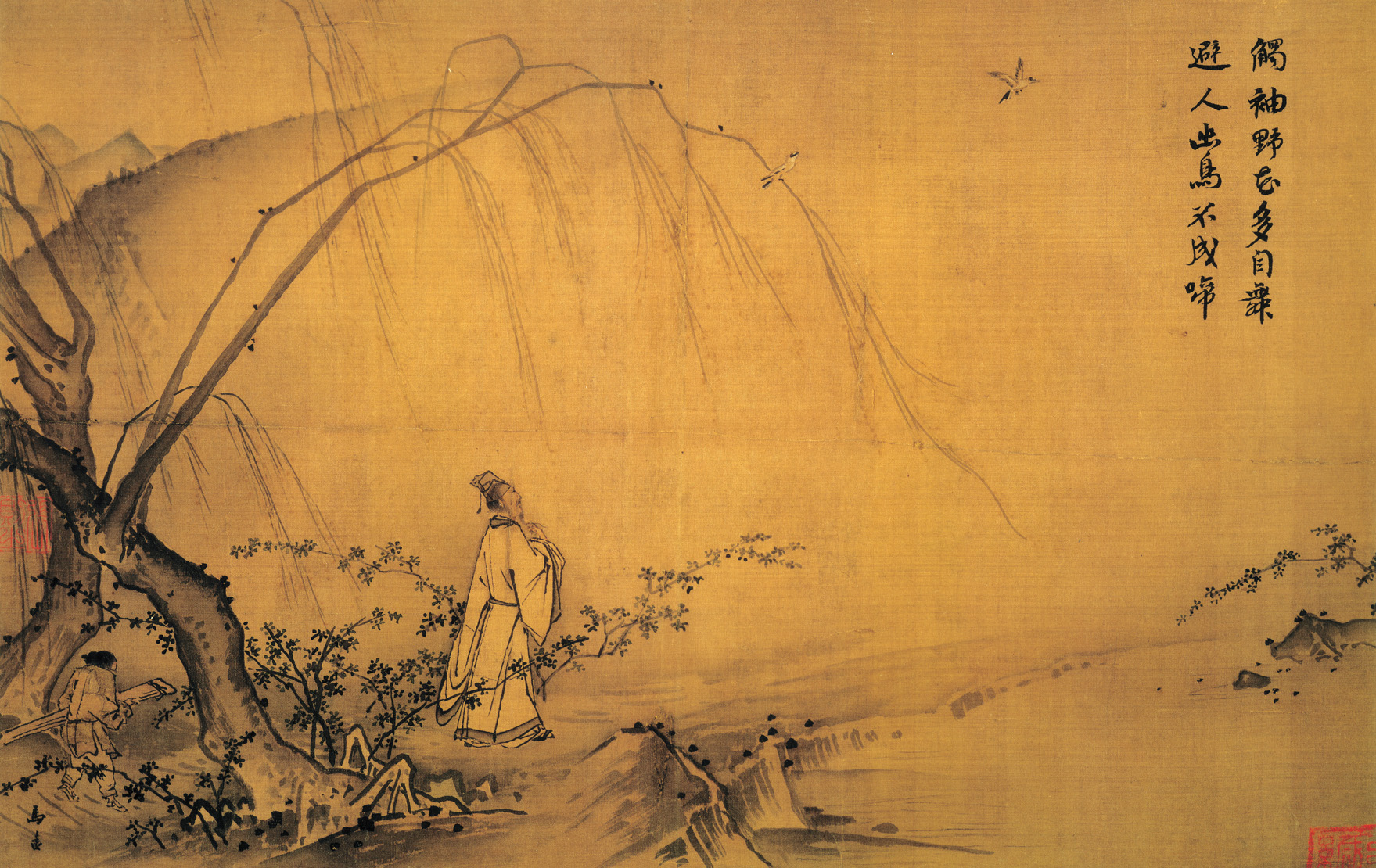
Lopen op een bergpad in de lente van Ma Yuan toont een literator en een bediende die zijn guqin draagt.

De meeste literati waren bedreven in de 'Vier Kunsten', die behalve schilderen ook het bespelen van de guqin en de vaardigheid in go en kalligrafie behelzen. 
Beïnvloed door het confucianisme leefden veel literati in de bergen of andere afgelegen gebieden. Zij kozen derhalve vaak de natuur als thema. Een populair genre was de bamboeschildering, daar deze veel expressieve vrijheid bood. De literati staan echter vooral bekend om hun shan shui-landschappen. Soms was in het berglandschap een eenzaam figuur te zien die het landschap bewonderde, de guqin bespeelde of in een kluizenaarswoning vertoefde.

## Geschiedenis
De term 'Zuidelijke School' heeft zijn oorsprong in de Ming-periode, maar wordt ook toegepast op schilderkunst uit eerdere periodes. Een van de eerste vertegenwoordigers was Wang Wei (699–759), die vooral bekend is om zijn monochrome landschappen in gewassen inkt. Zijn expressieve werk speelde een belangrijke rol in het ontwikkelen van de shan shui-schilderkunst en beïnvloedde latere meesters als Dong Yuan (ca. 934–ca. 962) en Wang Meng (1308–1385). Volgens Dong Qichang legde Wang de basis voor de Zuidelijke School.

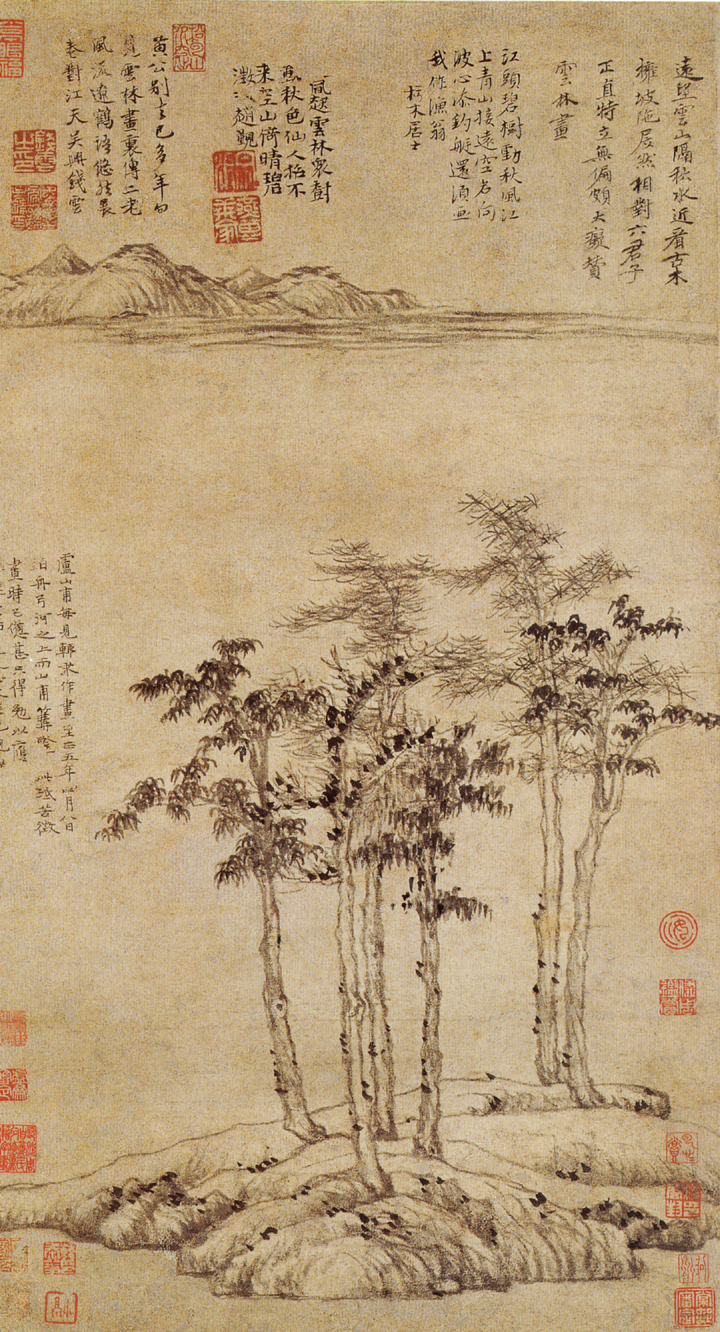
Zes edellieden van Ni Zan (1345, gewassen inkt op papier)

Tijdens de Song-dynastie werd het Chinees examenstelsel geïntroduceerd. Niet alle schilders konden zich vinden in de strenge eisen die vanaf dat moment aan een schilderwerk werden gesteld. Shen Zhou (1427-1509) en zijn leerling Wen Zhengming (1470-1559) legden met hun landschappen in de stijl van de Yuan- en Tang-tradities de grondslag voor de Wu-school, waarin een contemplatieve levenswijze, liefde voor de natuur en zelfexpressie centraal stonden. De schilder en kalligraaf Dong Qichang (1555-1636) was degene die een onderscheid maakte tussen de perfectionistische Noordelijke School van de hofschilders en de expressieve Zuidelijke School van onafhankelijke, belangeloze literati, waarvan hijzelf naar eigen zeggen de belangrijkste vertegenwoordiger was. Dong is een van de Negen Vrienden van de Schilderkunst, een canon van belangrijke vertegenwoordigers van de Zuidelijke School.
Tijdens de Qing-dynastie werden Europese schilders aan het keizerlijke hof ontboden, die vernieuwingen in de Chinese schilderkunst introduceerden als perspectief en clair-obscur. De onafhankelijke literati waren van mening dat deze vernieuwingen afbreuk deden aan de vitaliteit van een schilderij. De Zuidelijke School maakte in deze periode echter ook veranderingen door. Er ontstonden twee verschillende stromingen, een orthodoxe en een progressieve. Vertegenwoordigers van de orthodoxe school, waaronder de Zes Meesters van de vroege Qing-periode, borduurden voort op de stijl van schilders uit de Yuan-periode. De progressieve school bestond in de beginjaren van de Qing-periode voornamelijk uit Ming-loyalisten die zich verzetten tegen de in hun ogen buitenlandse heerschappij. Veel literati gaven hun positie aan het hof op en werden zwervers, monniken of kluizenaars. Dit waren bijvoorbeeld de 'Vier Monniken'. Ook de 'Acht Excentriekelingen van Yangzhou' verwierpen de orthodoxe opvattingen over de schilderkunst ten bate van een expressiever stijl.

## Bekende vertegenwoordigers
- Wang Wei (699-759)
- Dong Yuan (ca. 934–ca. 962)
- Huang Gongwang (1269-1354)
- Ni Zan (1301–1374)
- Wu Zhen (1280-1354)
- Wang Meng (1308–1385)
- Shen Zhou (1427-1509)
- Wen Zhengming (1470–1559)
- Dong Qichang (1555-1636)
- Wang Yuanqi (1642–1715)